# Joaquim Soms i Janer
Joaquim Soms i Janer (Pineda de Mar, Maresme, 14 de maig de 1914 - 28 de desembre de 2012) fou un compositor de sardanes.
Als set anys comença els estudis de solfeig i piano a l'Acadèmia Salom de Calella. L'any 1935, en els seus temps d'estudi d'harmonia i composició, i dirigint als 17 anys el Cor Infantil de l'Agrupació Teatral Pinedenca, va escriure la primera sardana: Idil·li pastoril. El cor estava patrocinat per Sara Llorens de Serra i Moret. La seva deixebla Maria, que acabà sent la seva esposa, cantava aquesta sardana acompanyada pel cor infantil.
La guerra civil espanyola el portà al front del centre, a les posicions del nord de Guadalajara (Gárgoles, Esplegares, Cifuentes, Canales, etc.) on va escriure Maria de Pineda, recordant la seva promesa. Pertanyia a la 33 divisió del IV Cos d'Exèrcit. Els caps de la divisió li encarregaren la formació d'un petit conjunt, que anà ampliant fins a tenir una banda oficial i un orquestra de ball també dita, en aquells dies, de jazz, compostes per xicots catalans, on tocaven en actes oficials, a les mitges parts dels partits de futbol (entre Brigades Mixtes) a les trinxeres del front o als hospitals per animar als soldats. La formació inicial fou: el mestre Soms director i piano, tres saxòfons: en Cors, en Portet i en Ventura de Cornellà, en Cargol tocava la trompeta, en Ferrán i en Farriols les flautes, Josep Costa el Baix i Vilanova el fiscorn. Més tard es varen afegir més trompetes: Colom i Barevi, en Joan Dispes al Trombó, en Figueres a la bateria, en Freixes feia de vocalista i el violí Jaume Bañeres que també va fer la feina de director. El repertori era de concert amb números populars de sarsueles i de música clàssica o bé de ball. Dins aquesta banda-orquestra com quasi tots els musics doblaven instruments es formà una cobla i per a aquesta cobla, el mestre Soms va escriure les sardanes, 10.000 Catalans i Catalans a l'Alcàrria (1937). Aquesta darrera, amb lletra d'un altre soldat, Lluís Millan, acabà convertint-se en l'himne de tots ells. A la fi de la guerra aquesta sardana li va costar més d'un any de presó, acusat d'escriure un himne separatista.
Acabada la guerra va continuar component sardanes, amb una producció de més de tres-centes.